# Brighton & Hove Albion FC (rezerva a akademie)
Rezerva Brighton & Hove Albionu FC je rezervní tým anglického klubu Brighton & Hove Albion FC. Rezerva hraje ligovou sezónu v Premier League do 21 let, což je nejvyšší liga v Anglii pro tuto věkovou kategorii. Trenérem je Damien Johnson.
Akademie Brighton & Hove Albionu FC je výběr hráčů Brighton & Hove Albionu do 18 a méně let. Akademie působí v Premier League do 18 let a v FA Youth Cupu. Trenérem je Adam Hinshelwood.

## Sestava U21
Aktuální k datu: 19. březen 2016
| Číslo |           | Pozice | Hráč              |
| ----- | --------- | ------ | ----------------- |
| —     | Irsko     | B      | Harry Doherty     |
| —     | Anglie    | B      | Joshua Smith      |
| —     | Španělsko | B      | Robert Sanchez    |
| —     | Anglie    | O      | Tom Dallison      |
| —     | Anglie    | O      | Ben Barclay       |
| —     | Anglie    | O      | Ben White         |
| —     | Irsko     | O      | Dylan Barnett     |
| —     | Anglie    | O      | Rob Hunt          |
| —     | Irsko     | Z      | Dessie Hutchinson |
| —     | Anglie    | Z      | Jesse Starkey     |

| Číslo |         | Pozice | Hráč                |
| ----- | ------- | ------ | ------------------- |
| —     | Anglie  | Ú      | James Tilley        |
| —     | Norsko  | Ú      | Henrik Björdal      |
| —     | Finsko  | Ú      | Ragnar Már Lárusson |
| —     | Anglie  | Ú      | Jason Davis         |
| —     | Anglie  | Ú      | Joe Ward            |
| —     | Skotsko | Ú      | Jack Harper         |
| —     | Finsko  | Ú      | Vahid Hambo         |
| —     | Anglie  | Ú      | Daniel Akindayini   |
| —     | Anglie  | Ú      | Robin Deen          |
| —     | Anglie  | Ú      | Jonah Ayunga        |

## Sestava U18
Aktuální k datu: 19. březen 2016
| Číslo |        | Pozice | Hráč             |
| ----- | ------ | ------ | ---------------- |
| —     | Anglie | B      | Bailey Vose      |
| —     | Anglie | B      | Thomas McGill    |
| —     | Anglie | O      | Alex Cochrane    |
| —     | Anglie | O      | Jamie Horncastle |
| —     | Anglie | O      | Tom Cadman       |
| —     | Anglie | O      | George Cox       |
| —     | Anglie | Z      | Owen Moore       |

| Číslo |        | Pozice | Hráč                |
| ----- | ------ | ------ | ------------------- |
| —     | Irsko  | Z      | Rian O'Sullivan     |
| —     | Anglie | Z      | Archie Davies       |
| —     | Anglie | Z      | Will Collar         |
| —     | Irsko  | Z      | Jayson Molumby      |
| —     | Anglie | Z      | Max Sanders         |
| —     | Anglie | Ú      | Jordan Maguire-Drew |
| —     | Anglie | Ú      | Remi Meyers         |